# Ratpenat d'orelles llargues d'Arizona
El ratpenat d'orelles llargues d'Arizona (Myotis auriculus) és una espècie de ratpenat de la família dels vespertiliònids. Viu a Guatemala, Mèxic i els Estats Units. El seu hàbitat natural són els boscos humits de pins i roures, els matollars àrids, els boscos secs i els boscos de pins ponderosa. És una espècie en risc mínim, és a dir, no sembla que hi hagi cap amenaça significativa per a la seva supervivència.